# آلبانی، شهرستان پپین، ویسکانسین
البانی، بخش پپین، وسکانسین (به انگلیسی: Albany, Pepin County, Wisconsin) یک منطقهٔ مسکونی در ایالات متحده آمریکا است که در ویسکانسین واقع شده‌است.

## خصوصیات
البانی ۹۳٫۳ کیلومترمربع مساحت و ۶۲۰ نفر جمعیت دارد و ۳۶۳ متر بالاتر از سطح دریا واقع شده‌است.